# Довжанка (Вознесенський район)
Довжа́нка —  село в Україні, у Доманівській селищній громаді Вознесенського району Миколаївської області. Населення становить 131 осіб. Колишній орган місцевого самоврядування — Маринівська сільська рада.